# Handball-Landesliga Bayern 2008/09
Die Handball-Landesliga Bayern 2008/09 wurde unter dem Dach des Bayerischen Handballverbandes (BHV) organisiert, sie stellt den Unterbau zur Handball-Bayernliga dar und war als fünfthöchste Spielklasse im deutschen Ligensystem eingestuft.

## Saisonverlauf
Landesliga Nordmeister wurde der TSV 2000 Rothenburg und Vizemeister die HBLZ Großwallstadt. Südmeister war SSG Metten und Vizemeister der SV 08 Auerbach. Alle vier Teams konnten direkt in die Bayernliga 2009/10 aufsteigen.

### Modus
Die in Gruppe Nord und Süd eingeteilte Liga bestand aus je zwölf Mannschaften. Es wurde eine Hin- und Rückrunde gespielt. Platz eins jeder Gruppe war Staffelsieger und Direktaufsteiger in die Bayernliga. Die zweiten Plätze waren ebenfalls direkt für die Bayernliga 2009/10 qualifiziert. Die Platzierungen zehn bis zwölf jeder Gruppe waren Direktabsteiger.

## Teilnehmer
Nicht mehr dabei waren die Aufsteiger der Vorsaison TB 03 Roding (Nord), TSV 1923 Rödelsee (Nord), SC Freising (Süd), TSV Göggingen (Süd) sowie je drei Absteiger aus der Nord- und Südgruppe. Neu dabei waren die Absteiger aus der Bayernliga SG DJK/SC Regensburg, TSV 2000 Rothenburg, TSV Aichach und VfB Forchheim 1861 dazu MTV Stadeln und sieben weitere Aufsteiger aus den Bezirksligen.

Bereich des „Bayerischen Handballverbandes“

### Meisterschaft
| Gruppe Süd 1. Platz: SSG Metten 2. Platz: SV 08 Auerbach | Gruppe Nord 1. Platz: TSV 2000 Rothenburg (A) 2. Platz: HBLZ Großwallstadt |

(A) = Bayernliga Absteiger

### Aufstiegsrelegation
Wurde nicht ausgetragen, da die Vizemeister beider Gruppen Aufstiegsrecht bekamen.